# Charles A. Burkhart
Charles A. Burkhart (* 17. März 1860 im Linn County, Iowa; † 6. November 1922 im Huges County, South Dakota) war ein US-amerikanischer Politiker (Republikanische Partei).

## Werdegang
Charles A. Burkhart wurde 1860 als Sohn von John C. Burkhart (1833–1911) und seiner Ehefrau Anna Mary (1840–1924), geborene Albaugh, im Linn County geboren. Er hatte fünf Geschwister: George M. (1862–1863), Jessie May (1866–1949), Hubert E. (1872–1935), Grace Pearl (1878–1949) und Florence Queen (1881–1958). Seine Kindheit war vom Sezessionskrieg überschattet.
Am 29. April 1885 heiratete er in Nevada (Iowa) seine Ehefrau Miss Sadie E. Williams (1868–1943), Tochter von Asa M. Williams (1841–1909) und Mary Ellen Cornell Williams (1840–1909). Das Paar bekam fünf Kinder: Lester Waynard (1885–1935), Earl C. (* 1887), Blanche Claire (1889–1967), Ilo Ellen (1891–1981) und Lyle Randolph Burkhart (1898–1956).
Von 1915 bis 1918 saß er im Repräsentantenhaus von South Dakota. Seine Amtszeit war vom Ersten Weltkrieg überschattet. Bei den Wahlen im Jahr 1918 wurde er zum Secretary of State von South Dakota gewählt – ein Posten, welchen er von 1919 bis zu seinem Tod im Jahr 1922 innehatte.
Burkhart wurde auf dem Stadtfriedhof in Zearing (Iowa) beigesetzt, wo auch andere Mitglieder seiner Familie beerdigt wurden.